# Teoría de los lugares centrales

Modelo de Christaller de distribución de ciudades en el territorio, de acuerdo al principio de mercado.

La teoría de los lugares centrales es una teoría geográfica deductiva desarrollada por el geógrafo alemán Walter Christaller (1893–1969), expuesta por primera vez en su obra Los lugares centrales en Alemania meridional de 1933 y que se convertiría en una de las teorías esenciales de la nueva geografía cuantitativa.

## Análisis de mercado

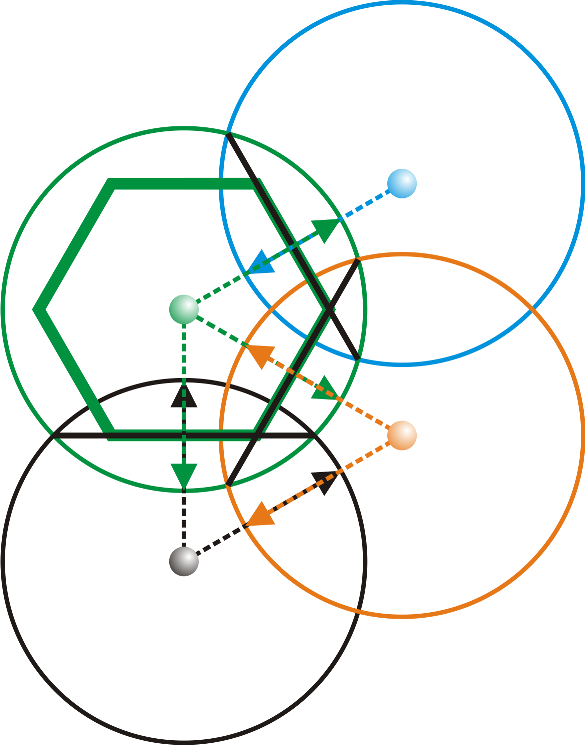
Esquema correspondiente al Modelo.

Christaller aplicó inicialmente dicho supuesto únicamente para el análisis de mercados por lo que excluyó del modelo ciudades altamente especializadas como los asentamientos mineros.
Partiendo de un espacio isótropo con una distribución homogénea de la población y del poder adquisitivo, el coste del producto se incrementará en función de los factores distancia y precio del transporte. Del mismo modo la capacidad de compra de la población de un producto disminuirá en función de su coste y por tanto de la distancia. Siguiendo este razonamiento se deduce que existirá un límite a partir del cual ya no es rentable adquirir un producto o servicio al existir otro lugar más próximo.

## Teoría
Esta teoría de sistemas intenta explicar, a partir de ciertos principios generales, la distribución y jerarquización de los espacios urbanos que prestan determinados servicios a la población de un área circundante en un espacio isótropo. 
Para ello establece el concepto de "lugares centrales" a los puntos donde se prestan determinados servicios para la población de un área circundante. 
Se sustenta en la premisa de que la centralización es un principio natural de orden y que los asentamientos humanos lo siguen. La teoría sugiere que hay leyes que determinan el número, tamaño y distribución de las ciudades.
La teoría de Christaller crea una red de áreas de influencia circulares en torno a los centros de servicios o lugares centrales que en el modelo acaban transformándose en teselas hexagonales al ser esta la figura geométrica más cercana al círculo, la cual no deja espacios intersticiales sin cubrir al gravitar hacia uno u otro núcleo. 
La existencia de lugares centrales que ofrecen una mayor y más variada gama de servicios permite deducir una jerarquía de núcleos, creando áreas de influencia y relaciones entre unos y otros.
Siguiendo el modelo geométrico vemos como siempre el número de lugares centrales debe ser múltiplo de 3. Si nos ceñimos a la red de transporte manejamos otras variables: acceso y  coste del desplazamiento, por lo que el número de lugares pasa a ser múltiplo de 4. Pero si la región es fronteriza, el número  puede ser hasta un múltiplo de 7.